# Parabaanzuur
Parabaanzuur is een organisch zuur met als brutoformule C3H2N2O3. Het is een heterocyclisch imide afgeleid van urinezuur.

## Synthese
Parabaanzuur wordt bereid door de oxidatie van urinezuur met geconcentreerd salpeterzuur.
Het kan ook gesynthetiseerd worden via het dinatriumzout, dat bekomen wordt door de reactie van ureum met di-ethyloxalaat in methanol, waaraan natrium is toegevoegd. Door toevoeging van geconcentreerd zoutzuur wordt het zout omgezet in het vrije zuur.

## Eigenschappen en reacties
Parabaanzuur vormt in een zuur oplosmiddel ureum en oxaalzuur. In basisch midden neemt het water op en vormt het oxaluurzuur.

## Toepassingen
Parabaanzuur en derivaten ervan worden gebruikt als reagens voor de synthese van andere verbindingen. Ze kunnen onder meer aangewend worden in Mitsunobu-reacties en voor de synthese van pyridine-derivaten.
Polyparabaanzuren zijn polymeren met parabaanringen in de polymeerketen. Ze hebben een goede thermische weerstand, vergelijkbaar met die van polyimiden. Dergelijke polymeren kan men gebruiken in vochtsensoren omdat hun diëlektrische constante nagenoeg lineair varieert met de relatieve luchtvochtigheid.
Parabaanzuur is een potentieel hulpmiddel om de activiteit van reactieve zuurstofradicalen in het menselijk brein te monitoren en het effect van behandeling met radicaalvangers te evalueren.